# Штанговый токоприёмник

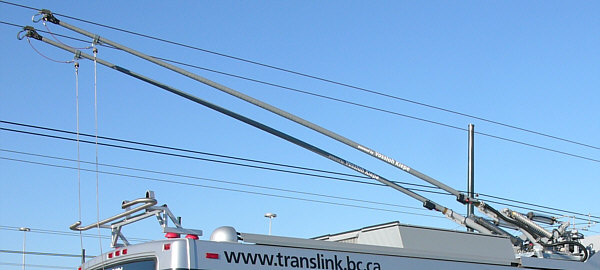
Штанги троллейбуса

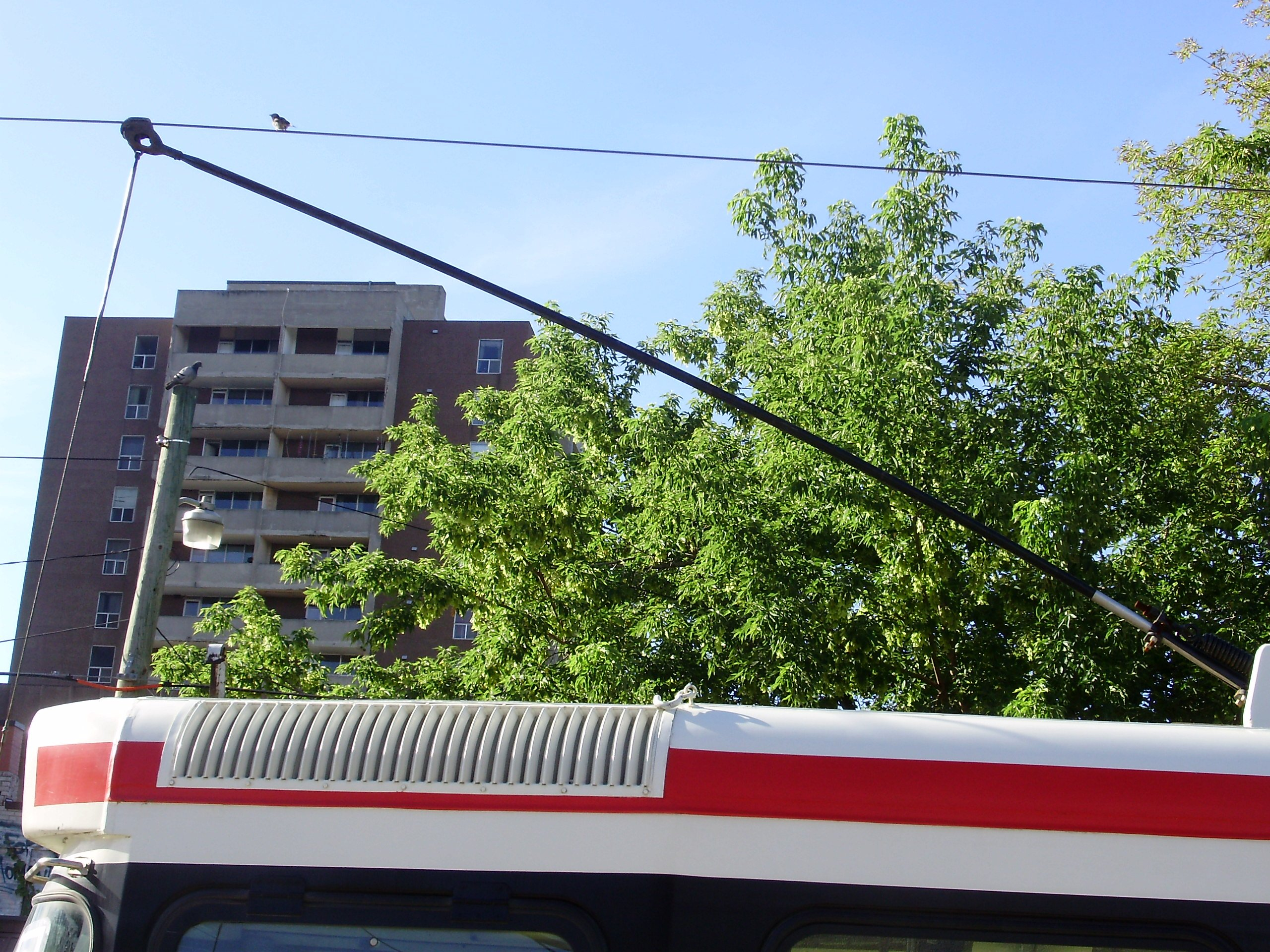
Штанга трамвая

Шта́нга — токоприёмник, представляющий собой в рабочем состоянии направленную вверх штангу, соединяющую трамвай, троллейбус или вагон метрополитена с проводами воздушной контактной сети посредством токосъёмной головки со сменной контактной вставкой.
Токоприёмники устанавливаются на троллейбусах в шарнирных штангодержателях и могут перемещаться в горизонтальном и вертикальном направлениях. Современные токоприёмники должны быть рассчитаны на обеспечение надлежащего эффективного контакта с проводами воздушной контактной сети при высоте подвески проводов от 4 до 6 м и отклонении оси троллейбуса от оси контактных проводов не менее 4 м в любую сторону.
Обычно троллейбусы имеют две штанги — по одной на каждый провод контактной сети (левая штанга — положительный полюс, правая — отрицательный), а трамваи — одну штангу (положительный полюс).
В отличие от пантографа и бугеля, штанга направляется контактным проводом, поэтому при проходе разветвления проводов штанга должна направляться расположенной на нём стрелкой, дистанционно переключаемой водителем из кабины. Однако на трамвайных линиях применяется штанговый токосъём как с переводными стрелками, так и без них. В этом случае штанга переходит на нужный контактный провод вслед за вагоном. 
Штанги изготовляют из изоляционного материала или металла, покрытого изоляционным материалом, обладающим повышенной механической прочностью. Чаще всего для штанг токоприёмников используют стальные трубы холоднодеформированные переменного сечения из стали 30ХГСА («хромансиль») максимальным наружным диаметром 51 мм. Также используют штанги из стеклопластиковых труб различной конструкции. Сопротивление изоляции токоприёмников на троллейбусах должно составлять не менее 10 МОм.
В случае схода токоприёмника с контактного провода токосъёмная головка не должна подниматься более чем на 7,2 м над уровнем проезжей части или более чем на 1 м над проводами контактной сети и не должна опускаться ниже 0,5 м от поверхности крыши троллейбуса. Токоприёмники могут быть снабжены механизмом дистанционного управления из кабины водителя, по крайней мере, на случай схода головки токоприёмника с контактного провода.

## Токосъёмная головка

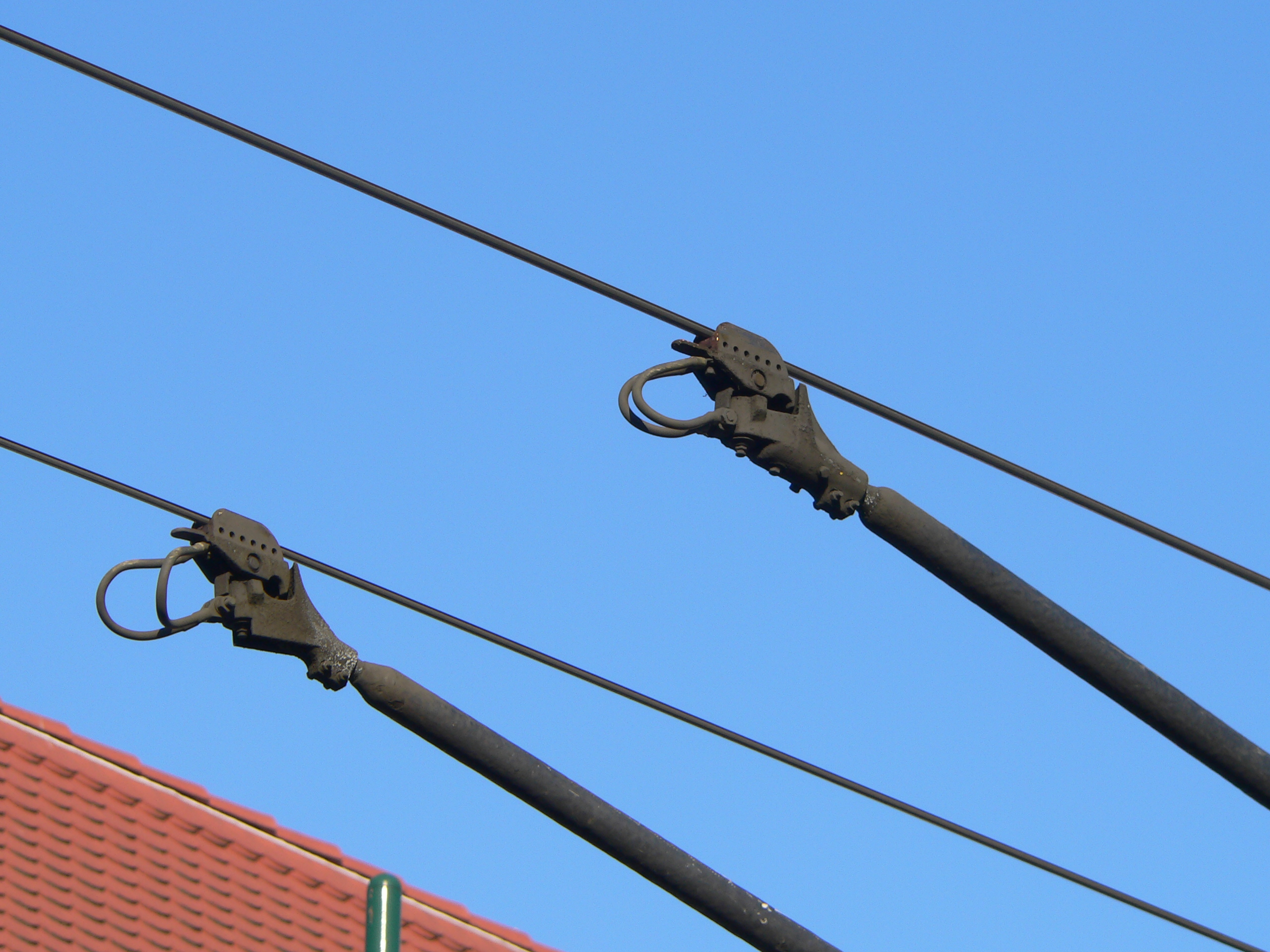
Вид на «башмаки» токоприёмников

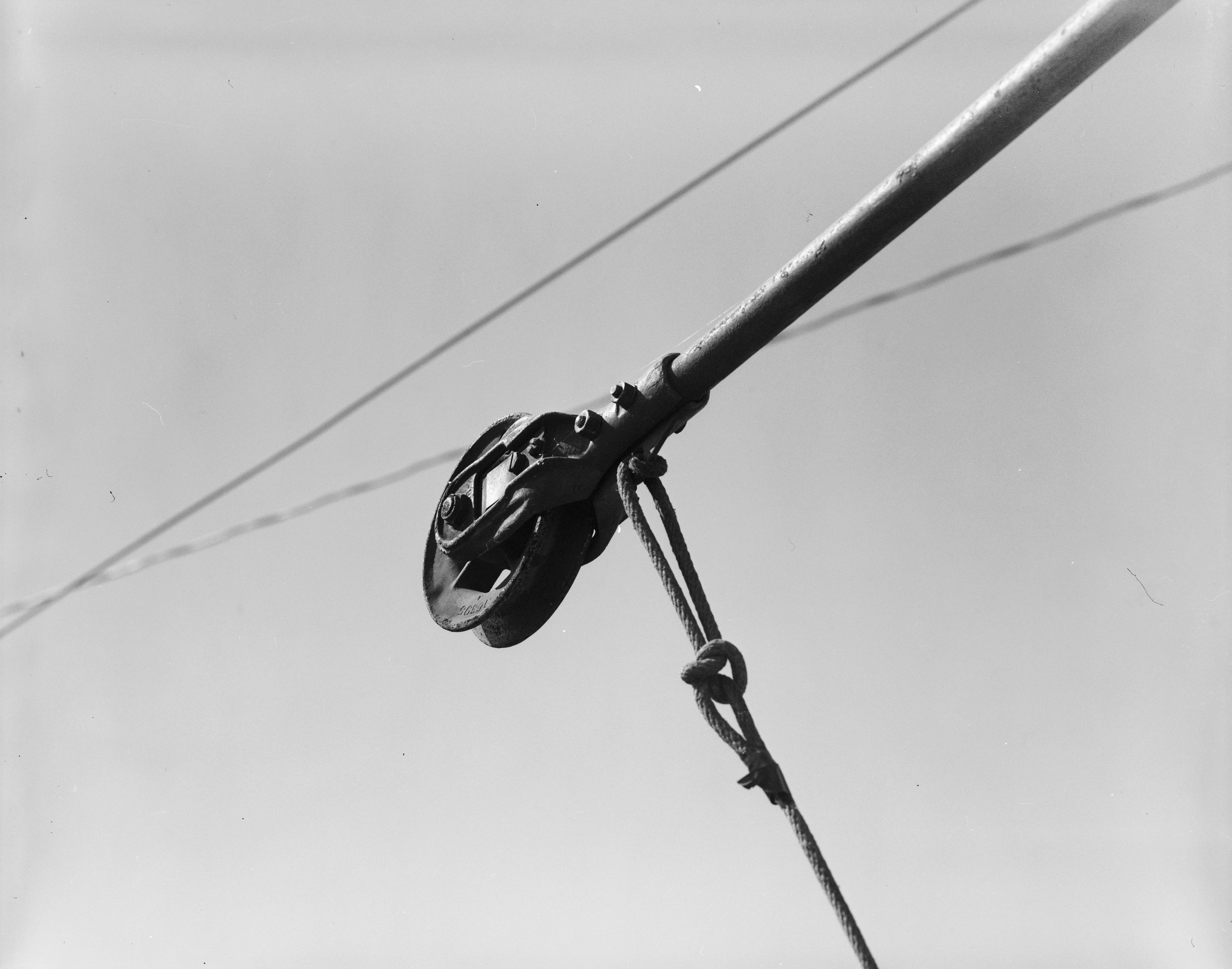
Роликовый токосъёмник

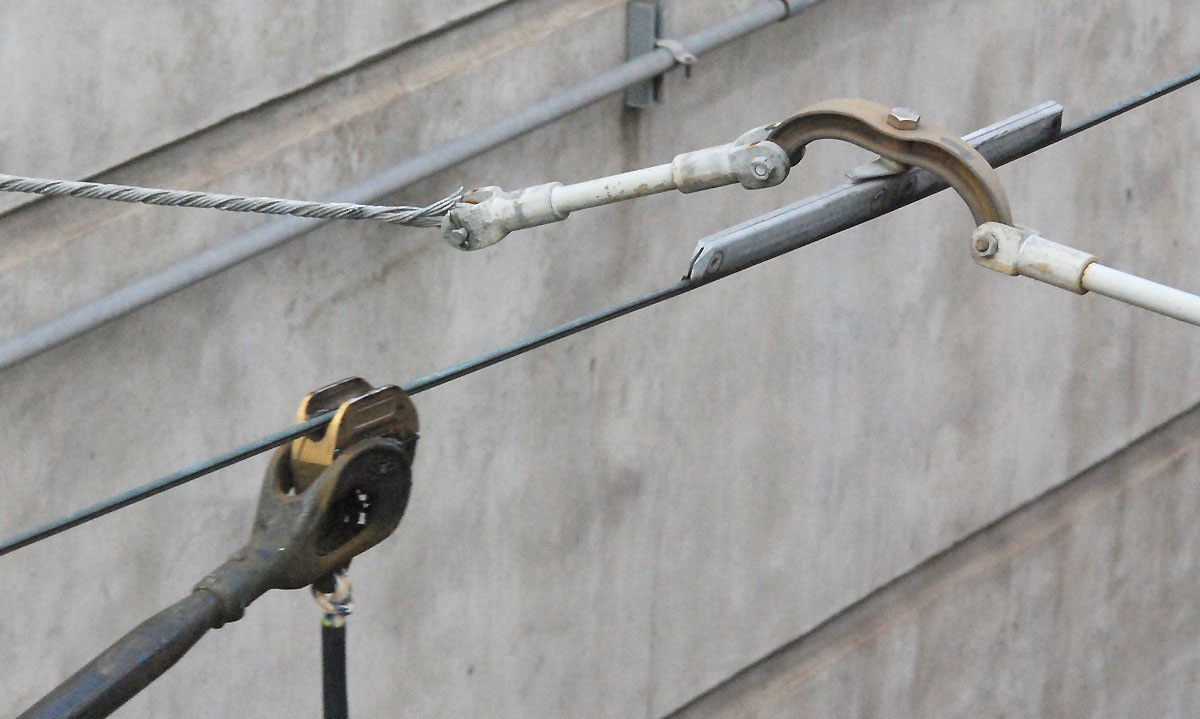
Вид сверху на «башмак» с контактной вставкой

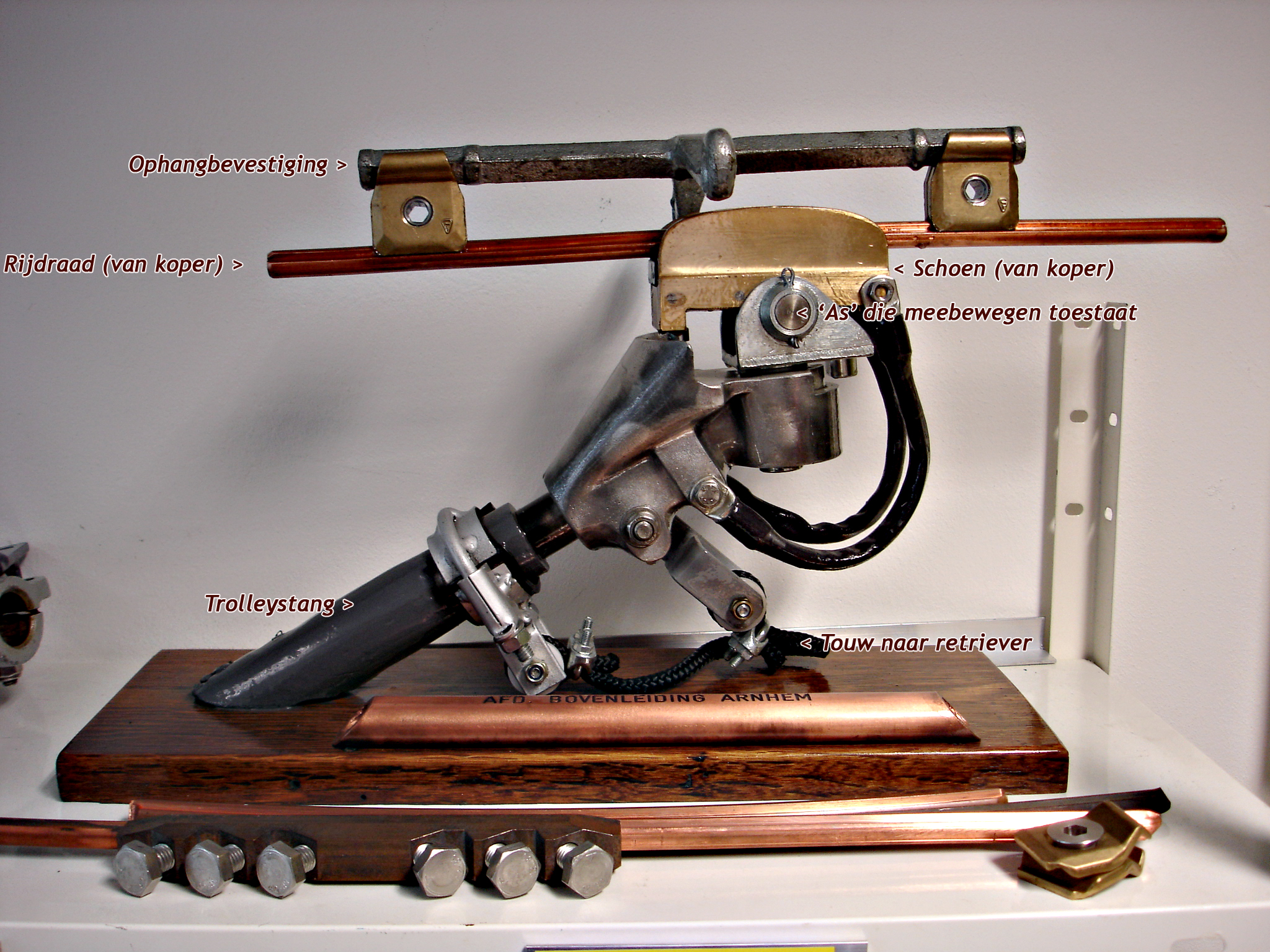
Части башмака токосъёмника

На верхнем конце штанги крепится контактная (токосъёмная) головка скользящего типа, также называемая «башмаком», со вставкой из композиционных материалов, которая входит в непосредственный контакт с проводом воздушной контактной сети.
Контактная вставка — это деталь прямоугольной формы размерами приблизительно 88×24×27 мм. По всей длине вставки проходит жёлоб полукруглой формы для оптимального контакта с проводом. Материал вставки должен обеспечивать надёжный съём максимально возможного тока при минимальной собственной массе с достаточно высоким динамическим коэффициентом использования, представляющим частное от деления длительного тока, снимаемого одной вставкой, на её погонную массу.
В обычных условиях используются вставки из графита с добавлением смол, пропитанные парафином, называемые в обиходе «угли». Они почти не оказывают изнашивающего воздействия на контактный провод, дёшевы в изготовлении. В случае обледенения элементов контактной сети многие хозяйства ограниченно применяют медно-графитовые вставки, изготавливаемые прессованием смеси порошков меди и графита. Применяются и другие типы вставок — металлические, металлические самосмазывающиеся и металлокерамические. Нажатие, оказываемое контактной вставкой на контактный провод, должно находиться в пределах 140±10 Н (в пределах рабочей высоты) и обеспечиваться пружиной токосъемника.
Колебания величины контактного нажатия усиливаются при наезде троллейбуса на выступы и впадины, встречающиеся на дороге, что вызывает резкие колебания кузова, а также при ускорении и замедлении машины. Существенные изменения контактного давления вызывают собственные колебания штанги токоприёмника.

Скользящий контакт подвергается также ударной нагрузке, достигающей 20 % от статической, которая возникает в момент прохождения токоприёмником жёстких точек подвеса и спецчастей.
«Башмак» можно считать эквивалентом полоза на пантографе. «Башмак», как и сама штанга, закреплен шарнирно.
В ранних конструкциях вместо «башмака» использовался ролик (роликовый токосъёмник, токосъёмник роликового типа), однако позже от него отказались (за исключением нескольких городов в США[уточнить]) ввиду его быстрого износа и плохого качества токосъёма.
Водитель при необходимости может произвести замену контактных вставок головок токоприёмников непосредственно на маршруте.

## Преимущества и недостатки
Преимущества:
- штанга легче (ниже приведённая масса[6]), чем бугель или пантограф, и проще по конструкции (рамы статически определимые[6]);
- оборудованное штангами транспортное средство имеет возможность отклоняться от осевой линии контактной сети на определённое расстояние, пропорциональное длине штанги (обычно — до 5 м в каждую сторону), что, в частности, позволяет троллейбусам совершать манёвр объезда/обгона (правда, это несущественно для трамвая, не имеющего возможности/необходимости совершать объезд/обгон);
- штанговые рамы токоприёмников вновь привлекли к себе внимание в связи со стремлением сделать его малошумным[6];
- простота подключения к двух- и многопроводной сети (существующие конструкции многопроводного токосъёма с использованием пантографа требуют значительного разнесения контактных проводов и занимают много места, поэтому применяются в основном в электропоездах и карьерных грузовиках);
- Трамвайные пути могут использоваться в качестве выделенной полосы для троллейбуса — в этом случае трамвай запитывается от одного контактного провода, а второй соединяется с рельсами.

Недостатки:
- штанга может сорваться с контактного провода при неправильных манёврах транспорта или неисправностях в контактной сети, либо при превышении скорости на поворотах;
- штанга устанавливается на контактный провод вручную водителем, обычно при помощи надетого на неё скользящего кольца с диэлектрическим гибким линём. Однако в последнее время получают распространение устройства для автоматизации этой операции — в частности, такие как на дуобусах;
- движение задним ходом возможно только на низкой скорости, при этом возрастает риск схода штанги с проводов контактной сети или её «задирания» вверх;
- требуется контроль за усилием подпружинивания штанги, — при слабом натяжении пружин повышается риск её срыва, а слишком сильное натяжение может привести к повреждению контактной сети.

## Штангоуловитель

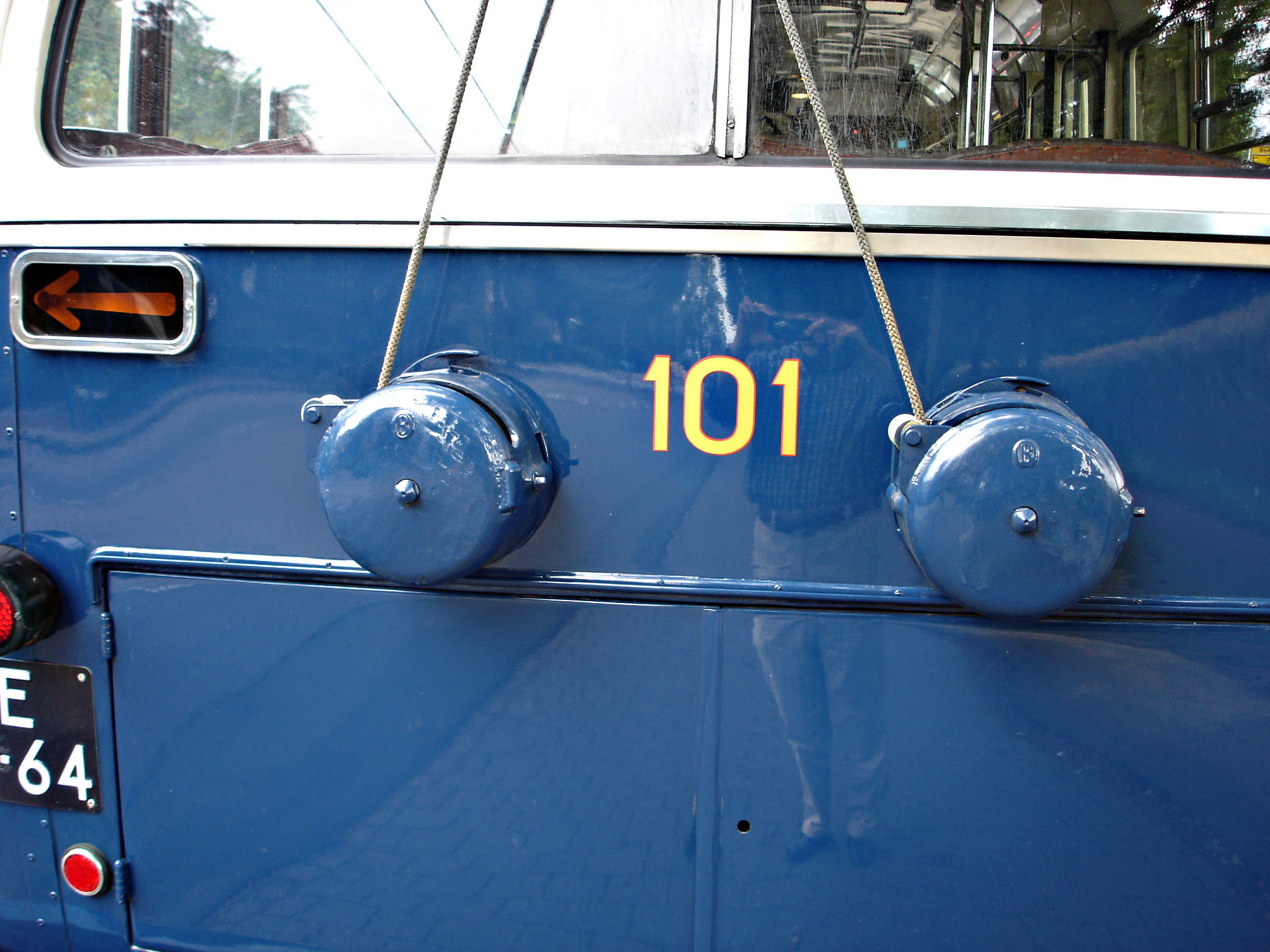
Штангоуловители

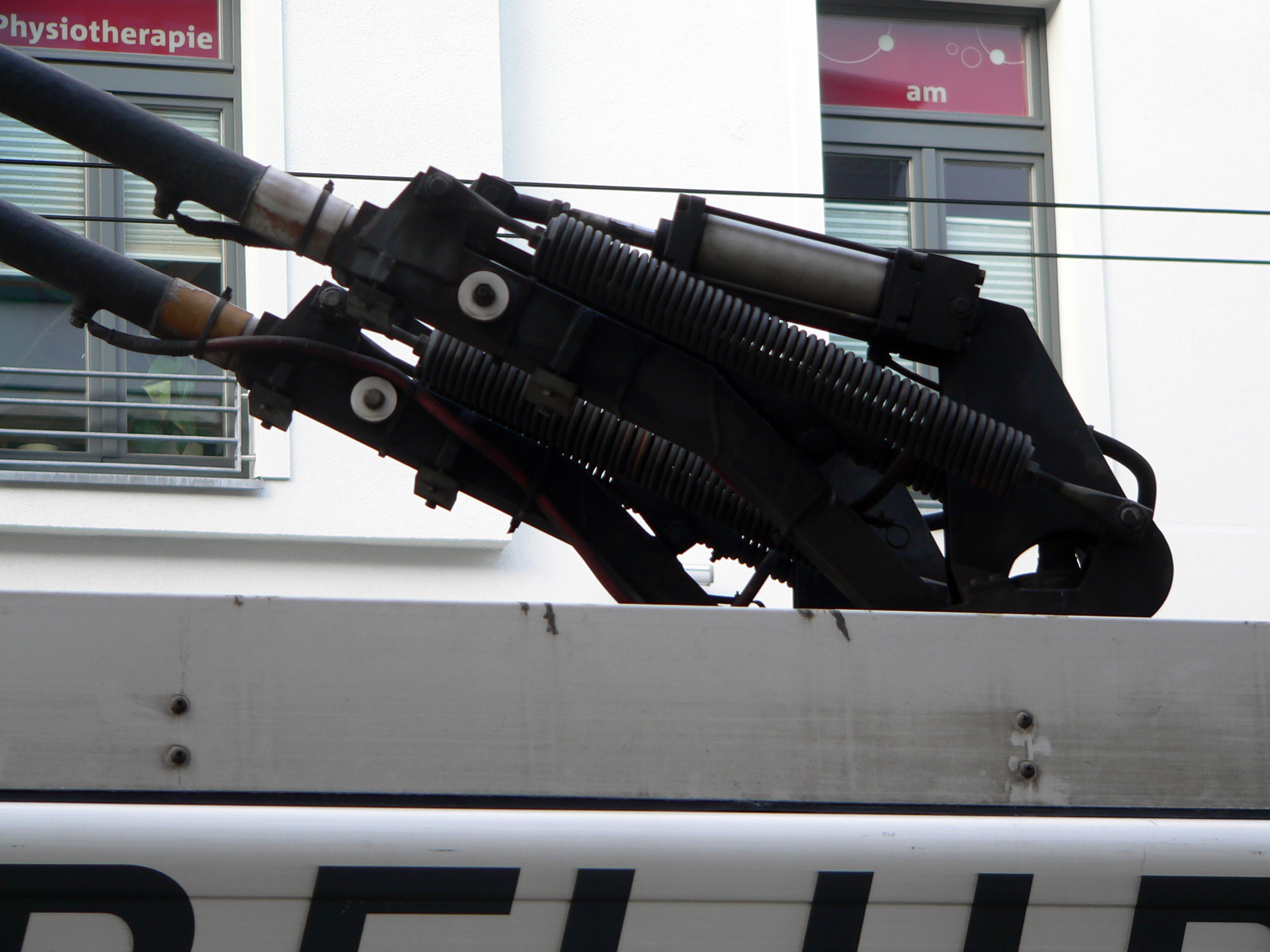
Штангодержатели с пневматическими штангоуловителями

Для предотвращения повреждения контактной сети при сходе штанги троллейбусы и трамваи оборудуются штангоуловителями.
Механический штангоуловитель представляет собой подпружиненную катушку, на которую намотан линь, соединенный с концом штанги. Пружина поддерживает натяжение линей, предотвращая их провисание. При резком натяжении линя, сигнализирующем о сходе штанги, срабатывает спусковой механизм, и более мощная пружина наматывает линь на катушку, опуская штангу на крышу.
В электрическом штангоуловителе функцию второй пружины выполняет электродвигатель, что позволяет исключить ложные срабатывания из-за рывков, вызванных неровностями дороги — сматывание линя канатов запускается в случае исчезновения напряжения на штанге. Кроме того, появляется возможность опускать штанги дистанционно по команде водителя, что повышает безопасность: в случае обнаружения утечки тока на корпус можно полностью отключить троллейбус от контактной сети, не выходя из кабины и не подвергаясь риску попасть под напряжение.
Пневматические и гидравлические штангоуловители устанавливаются на крыше у основания штанги. Они, как и электрические, позволяют исключить ложные срабатывания и обеспечивают дистанционное опускание штанги. Кроме того, они выполняют функцию демпфера, предотвращая раскачивание контактного провода и, соответственно, повышая надежность токосъёма и уменьшая вероятность схода штанг с контактных проводов.